# 김정임 (모델)
김정임(1973년 5월 21일~)은 대한민국의 모델 출신의 방송인이다. 남편은 야구인 출신인 홍성흔이다. 《2021년 제28회 KBS 연예대상》에서 신인상 리얼리티 부문(살림하는 남자들 시즌2)을 수상했다. 